# Адеми, Орхан
Орхан Адеми (алб. Orhan Ademi; 28 октября 1991, Санкт-Галлен, Швейцария) — швейцарский футболист, нападающий клуба «Ольденбург».

## Карьера

### Клубная
Орхан начал заниматься футболом в клубе «Ау-Бернек», затем он присоединился к молодёжной команде австрийского «Альтаха».
В Австрийской Бундеслиге нападающий дебютировал 8 ноября 2008 года, выйдя на замену во встрече с венским «Рапидом». По итогам сезона 2008/09 «Альтах» вылетел в Первую лигу, и Орхан стал получать регулярную игровую практику во втором футбольном дивизионе Австрии. 1 августа 2009 года Адеми забил свой первый мяч в профессиональной карьере, забив на 70 минуте встречи с «Ваккер Инсбрук». Через 16 минут нападающий забил ещё один гол. В сезоне 2010/11 Орхан в 33 матчах за «Альтах» забил 17 мячей.
Летом 2012 года Адеми перешёл в брауншвейгский «Айнтрахт». Свой первый матч во Второй Бундеслиге швейцарец провёл 5 августа против «Кёльна», в нём же он открыл счёт забитым мячам за брауншвейгцев, принеся своему клубу победу. По итогам сезона 2012/13 «Айнтрахт» получил право выступать в Бундеслиге. Адеми внёс ощутимый вклад в успех своей команды, проведя 30 игр и забив 4 мяча.
Дебютный матч в высшем футбольном дивизионе Германии Орхан провёл 18 августа 2013 против дортмундской «Боруссии». 19 октября 2013 швейцарцу удалось отметить забитым мячом во встрече с «Шальке 04».
Летом 2014 года Орхан продлил свой контракт с брауншвейгским клубом до июня 2017 года.
В январе 2015 года нападающий был отдан в аренду до конца сезона в «Аален», выступающий во Второй Бундеслиге.

### В сборной
2 октября 2012 года Адеми получил вызов в молодёжную сборную Швейцарии для участия в стыковых матчах отборочного турнира к Чемпионату Европы 2013 против сборной Германии. Однако на поле в обеих встречах нападающий так и не появился.